# Baran
För andra betydelser, se Baran (olika betydelser).
Baran är en stad i delstaten Rajasthan i nordvästra Indien. Den är administrativ huvudort för distriktet Baran och hade cirka 120 000 invånare vid folkräkningen 2011. 